# Rexford, Kansas
Rexford är en ort i Thomas County i Kansas. Vid 2010 års folkräkning hade Rexford 232 invånare.